# Rumanyika-Karagwe-Nationalpark
Der Rumanyika-Karagwe-Nationalpark ist ein Nationalpark im Nordwesten von Tansania. Er liegt in den Distrikten Karagwe und Kyerwa der Region Kagera.

## Geographie
Das Kerngebiet des Nationalparks ist das Tal des Flusses Kishanda, ein tief eingeschnittenes sumpfiges Tal mit vielen kleinen Seen. Jährlich regnet es bis zu 1300 Millimeter bei Temperaturen zwischen 13 und 41 Grad Celsius. Die Trockenzeit dauert von Juli bis Oktober.

## Geschichte
Rumanyika-Orugundu war ein Jagdrevier mit einer Größe von 800 Quadratkilometer. Im Jahr 2019 wurde ein 247 Quadratkilometer großer Teil davon zum Rumanyika-Karagwe-Nationalpark erklärt.

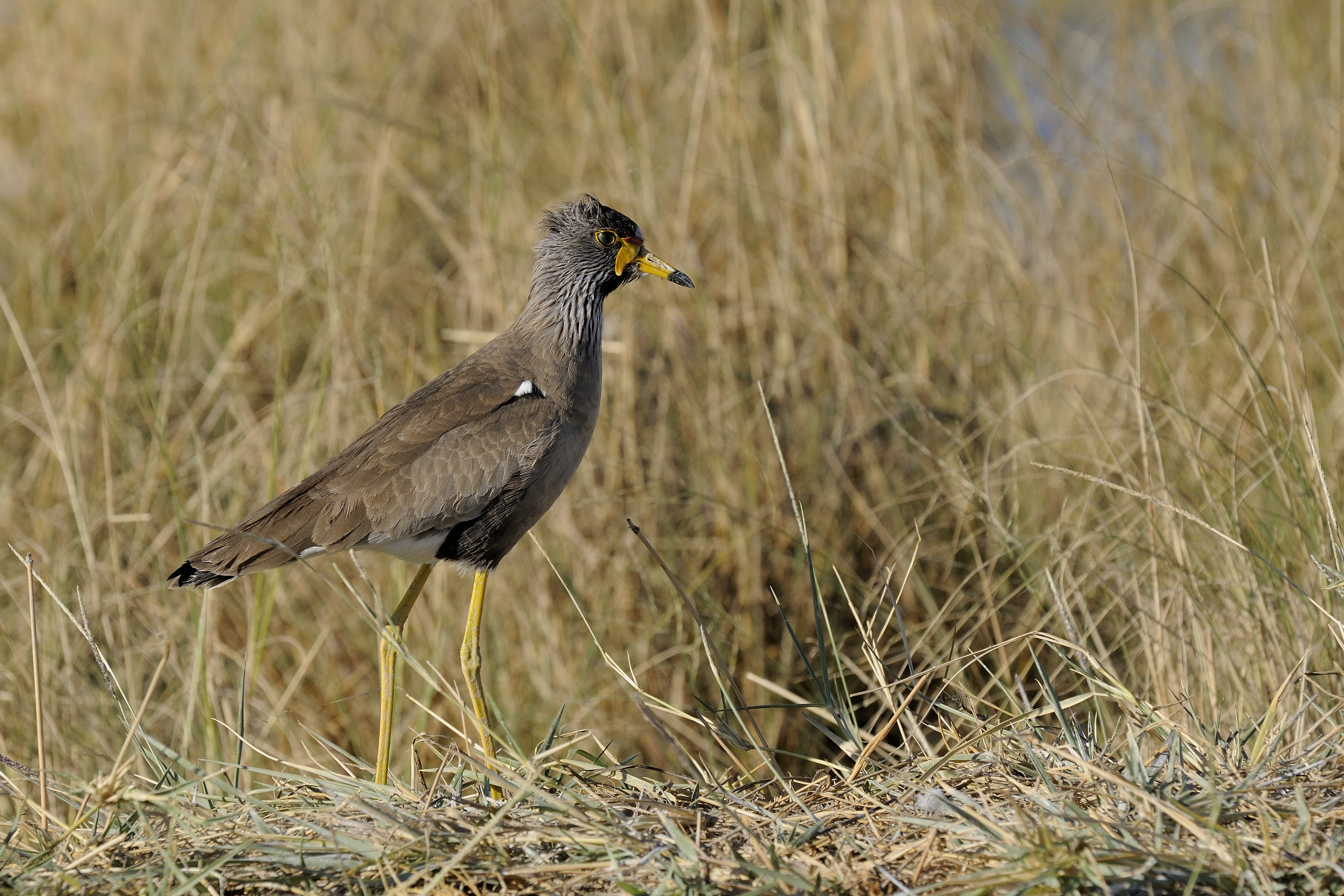
Senegalkiebitz

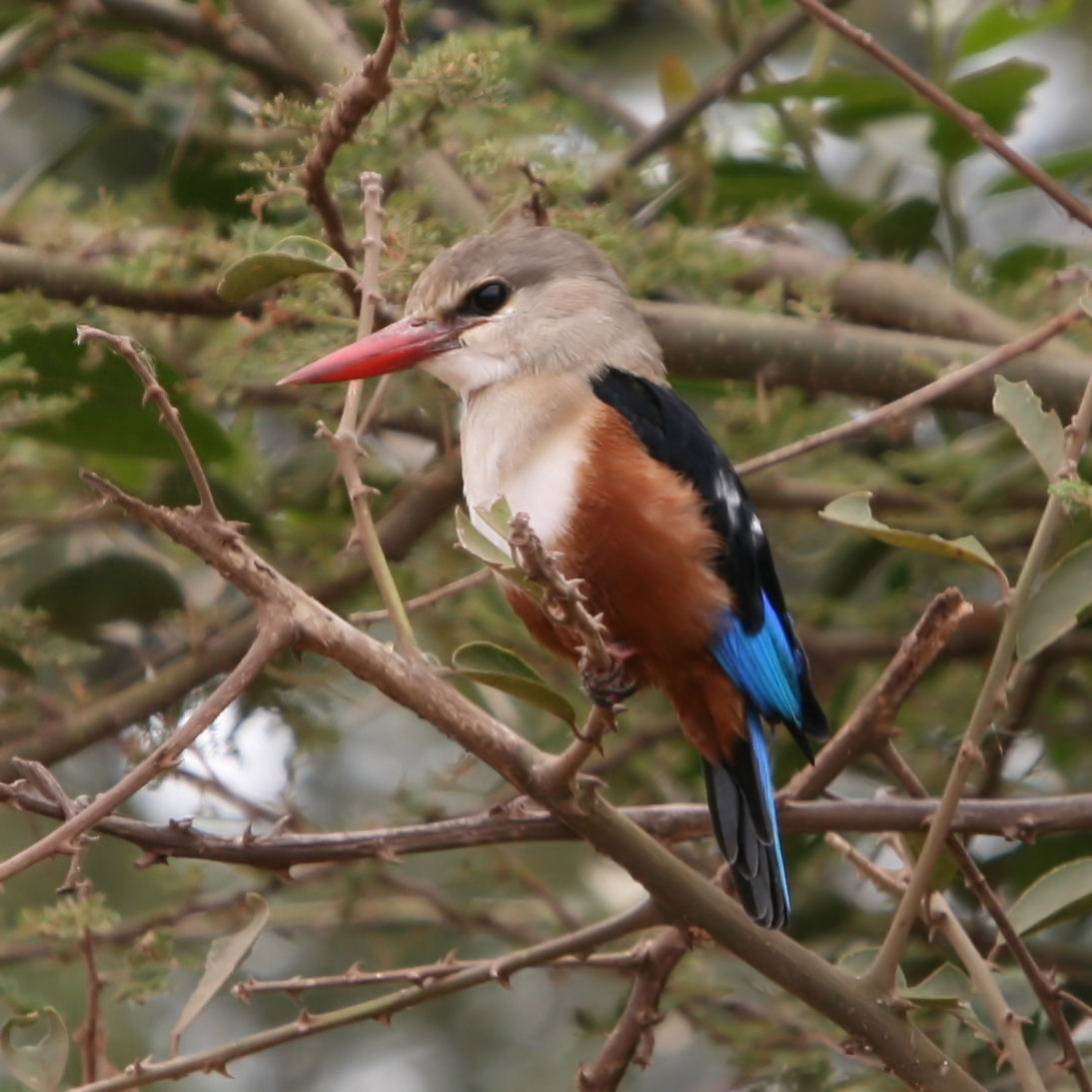
Graukopfliest

## Biodiversität
- Pflanzen: Die tiefen Lagen sind stark bewaldet und von dichtem Buschwerk bewachsen. Die Hänge in den höheren Bereichen sind Akazienwälder mit Grasboden, die wegen regelmäßiger Brände licht bleiben.
- Tierwelt: Der Park beherbergt Giraffen, Impalas, Leoparden, Zebras, Buschböcke und Paviane, aber vor allem große Bestände von Elenantilopen, Wasserböcken, Pferdeantilopen und Büffeln. Daneben leben hier mehr als 175 Vogelarten, zum Beispiel Senegalkiebitz (Vanellus senegallus) und Graukopfliest (Halcyon leucocephala).[2][4]

## Tourismus
- Anreise: Die nächsten Flughäfen sind in Chato und Bukoba. Von diesen kann man mit Kleinflugzeugen nach Ithanda fliegen. Die nächste Stadt zum Nationalpark ist Murongo. Diese ist 220 Straßenkilometer von Bukoba und 327 Straßenkilometer von Chato entfernt.[2] Der Park ist auch von Uganda oder Ruanda über die Grenzübergänge in Murongo und Rusumo erreichbar.[5]
- Eintritt: Der Eintrittspreis beträgt für erwachsene Nicht-Tansanier 30 US-Dollar und 10 US-Dollar für Kinder von fünf bis fünfzehn Jahren (Stand 2020/2021).[6]
- Unterkunft: Die Unterbringung erfolgt in permanenten Zeltlagern in Nyarubanga, Rugasha und Mkamuli. Diese Lager sind für 20 bis 40 Personen ausgelegt.[5]
- Besuchszeit: Die beste Zeit für Naturbeobachtungen sind Juni bis August. Für Besucher der Vogelwelt bieten sich die Monate Dezember bis Februar an.[7]